# Boot Camp (filme)
Boot Camp (uk Punishment; bra: A Ilha - Prisão sem Grades ou A Ilha - Uma Prisão sem Grades; prt: O Campo do Medo é um filme canado-estadunidense de 2008, dos gêneros drama e suspense, dirigido por Christian Duguay.